# Liste der Baudenkmale in Ziesar
In der Liste der Baudenkmale in Ziesar sind alle Baudenkmäler der brandenburgischen Stadt Ziesar und ihrer Ortsteile aufgelistet. Grundlage ist die Veröffentlichung der Landesdenkmalliste mit dem Stand vom 31. Dezember 2020. Die Bodendenkmale sind in der Liste der Bodendenkmale in Ziesar aufgeführt.

## Legende
In den Spalten befinden sich folgende Informationen:
- ID-Nr.: Die Nummer wird vom Brandenburgischen Landesamt für Denkmalpflege vergeben. Ein Link hinter der Nummer führt zum Eintrag über das Denkmal in der Denkmaldatenbank. In dieser Spalte kann sich zusätzlich das Wort Wikidata befinden, der entsprechende Link führt zu Angaben zu diesem Denkmal bei Wikidata.
- Lage: die Adresse des Denkmales und die geographischen Koordinaten. Link zu einem Kartenansichtstool, um Koordinaten zu setzen. In der Kartenansicht sind Denkmale ohne Koordinaten mit einem roten beziehungsweise orangen Marker dargestellt und können in der Karte gesetzt werden. Denkmale ohne Bild sind mit einem blauen bzw. roten Marker gekennzeichnet, Denkmale mit Bild mit einem grünen beziehungsweise orangen Marker.
- Bezeichnung: Bezeichnung in den offiziellen Listen des Brandenburgischen Landesamtes für Denkmalpflege. Ein Link hinter der Bezeichnung führt zum Wikipedia-Artikel über das Denkmal.
- Beschreibung: die Beschreibung des Denkmales
- Bild: ein Bild des Denkmales und gegebenenfalls einen Link zu weiteren Fotos des Baudenkmals im Medienarchiv Wikimedia Commons

## Allgemein
| ID-Nr.   | Lage   | Bezeichnung                                                                                              | Beschreibung | Bild |
| -------- | ------ | --- | --- | --- |
| 09190608 | (Lage) | Satzung zum Schutz des Denkmalbereiches der historischen Altstadt von Ziesar im Kreis Potsdam-Mittelmark | Die Stadt wurde planmäßig angelegt, das Zentrum bildet der Breite Weg. Hier befindet sich auch das Rathaus, die Stadtkirche und das Kloster. Die Stadt wurde durch mehrere Brände in wesentlichen Teilen zerstört. | Satzung zum Schutz des Denkmalbereiches der historischen Altstadt von Ziesar im Kreis Potsdam-Mittelmark |

## Buckautalbahn
| ID-Nr.   | Lage   | Bezeichnung | Beschreibung                  | Bild |
| -------- | ------ | --- | ----------------------------- | --- |
| 09190868 | (Lage) | Buckautalbahn, Streckenstück, einschließlich Anschlussgleis zum ehemaligen Quelle-Auslieferungslager in Bücknitz und Endpunkt Görzke sowie dort aufgestellte Diesellok | Bahnstrecke Wusterwitz–Görzke | Buckautalbahn, Streckenstück, einschließlich Anschlussgleis zum ehemaligen Quelle-Auslieferungslager in Bücknitz und Endpunkt Görzke sowie dort aufgestellte Diesellok |

## Denkmale in den Ortsteilen

### Bücknitz
| ID-Nr.   | Lage                                   | Bezeichnung                                  | Beschreibung | Bild           |
| -------- | -------------------------------------- | -------------------------------------------- | --- | -------------- |
| 09190114 | Fiener Straße, Alte Schulstraße (Lage) | Dorfkirche                                   | Die Kirche wurde in der ersten Hälfte des 13. Jahrhunderts erbaut. Es ist ein Saalbau im spätromanischen Stil. Der Chor ist eingezogen, die Apsis wurde wahrscheinlich später hinzugefügt. Der Westturm wurde in der zweiten Hälfte des 18. Jahrhunderts hinzugefügt. | weitere Bilder |
| 09190623 | Straße 5, 6 (Lage)                     | Krügers Wassermühle, am Weg nach Herrenmühle | | weitere Bilder |

### Glienecke
| ID-Nr.            | Lage              | Bezeichnung | Beschreibung | Bild           |
| ----------------- | ----------------- | ----------- | --- | -------------- |
| 09190169 Wikidata | Dorfstraße (Lage) | Dorfkirche  | Die evangelische Kirche wurde in der Mitte des 13. Jahrhunderts im Stil der Spätromanik erbaut. Die Kirche wurde aus Feldstein erbaut. sie hat eine eingezogenen chor und einen Westturm. Dieser Turm ist nur im Unterbau aus dem 13. Jahrhundert, 1911 wurde er aus Backstein ausgebaut. Das glockenstockwerk ist aus Fachwerk, darüber befindet sich eine Schweifhaube. Im Inneren befindet sich ein Triumphbogen. Der Altaraufsatz wurde um 1700 erstellt. | weitere Bilder |

### Köpernitz
| ID-Nr.            | Lage                          | Bezeichnung                             | Beschreibung | Bild           |
| ----------------- | ----------------------------- | --------------------------------------- | --- | -------------- |
| 09190736 Wikidata | Köpernitzer Dorfstraße (Lage) | Dorfkirche mit Kriegerdenkmal 1914/1918 | Der neoromanische Bau aus Granitsteinen wurde 1883 fertiggestellt. Im Jahr 2009 wurde im Altarraum ein Fenster mit Heiliggeist-Motiv der Taube nach dem Entwurf von Martina Wegener eingebaut. Die Arbeit führte Firma Glas Wilde aus Bellingen aus. | weitere Bilder |

### Ziesar
| ID-Nr.            | Lage                              | Bezeichnung | Beschreibung | Bild |
| ----------------- | --------------------------------- | --- | --- | --- |
| 09190550 Wikidata | (Lage)                            | Stadtkirche St. Crucis | Die evangelische Kirche stammt im Ursprung aus dem frühen 13. Jahrhundert. Sie ist eine klassische Kreuzkirche. Wahrscheinlich wurde die Kirche durch Mönche des Prämonstratenserordens erbaut. Sie wurde aus den verfügbaren Baustoffen, eiszeitlichen Feldsteinen, Findlingen, errichtet. Zwischenzeitlich ist die Kirche die Klosterkirche des Klosters Ziesar. | weitere Bilder |
| 09190552 Wikidata | (Lage)                            | Burganlage mit Vorburg, (Storchenturm), Bergfried, Burgkapelle, Bischofspalast mit anschließendem Kanzlei und Dienstgebäude, Wallanlage, ehemalige Stärkefabrik | Die Burg Ziesar ist einer der wenigen erhaltenen Bischofsresidenzen in Brandenburg. Die Burg Ziesar wurde zunächst Nebenresidenz der Bischöfe von Brandenburg. Ab 1213 ließ Bischof Balduin die Burg in Backsteinbauweise umbauen. Bischof Ludwig machte sie ab 1327 zur festen Residenz der Brandenburgischen Bischöfe. | weitere Bilder |
| 09190975          | Angergraben 12 (Lage)             | Wohnhaus mit Seitenflügel | | Wohnhaus mit Seitenflügel |
| 09190553          | Badstraße 35 (Lage)               | Wohnhaus mit Nebengebäude | | Wohnhaus mit Nebengebäude |
| 09190019 Wikidata | Bahnhofstraße (Lage)              | Hauptbahnhof (Neuer Ostbahnhof), mit Empfangsgebäude, Güterschuppen, Toilettengebäude und doppelständigem Lokschuppen mit Wasserturm                            | Der Bahnhof wurde im Jahre 1916 erbaut. | weitere Bilder |
| 09191016          | Bahnhofstraße 1 (Lage)            | Wohnhaus | Das Haus ist ein zweigeschossiges, traufständiges Haus mit einem Krüppelwalmdach. | Wohnhaus |
| 09190554          | Breiter Weg 32 (Lage)             | Rathaus | Das Rathaus wurde im Jahre 1789 als Wohnhaus erbaut, 1828 wurde es zum Rathaus umgebaut. | Rathaus |
| 09191663          | Breiter Weg 35 (Lage)             | Wirtschaftsgebäude | zweigeschossiges Bauwerk auf dem Hof des Grundstücks mit Satteldach und Fachwerk im Obergeschoss | BW |
| 09190976          | Breiter Weg 39 (Lage)             | Wohnhaus | | Wohnhaus |
| 09190747          | Frauentor 15, 16, 21 (Lage)       | Bardelebensche Gutsanlage, bestehend aus Gutshaus mit Anbau, nördlichem und südlichem Wirtschaftsgebäude sowie straßenseitiger Ziegelmauer                      | Die Gutsanlage wurde im Jahre 1550 als Lehen an die Familie Bardeleben gegeben. Ende des 16. Jahrhunderts wurde das Wohnhaus errichtet. | Bardelebensche Gutsanlage, bestehend aus Gutshaus mit Anbau, nördlichem und südlichem Wirtschaftsgebäude sowie straßenseitiger Ziegelmauer |
| 09190555          | Kloster 1 (Lage)                  | Haus Lammert | | Haus Lammert |
| 09190551 Wikidata | Kloster 4/5 (Lage)                | Zisterzienserkloster | Im 1341 gestifteten Kloster Ziesar, einem Marienkloster, siedelten sich unterstützt durch Bischof Ludwig die Zisterzienserinnen an. Im 13. Jahrhundert bestand bereits ein Kloster des Franziskanischen Ordens. Noch erhalten ist ein Klostergebäude neben der Stadtkirche St. Crucis an. Die Kirche wurde von den Nonnen auch als Klosterkirche genutzt. Vom Klostergebäude wurde ein Übergang zur Kirche gebaut. Dort konnten die Nonnen die Westempore direkt erreichen. | weitere Bilder |
| 09190557          | Mühlentor 16 (Lage)               | Haus Friedrichs II. | Das Haus wurde im Jahre 1775 für Friedrich II. erbaut. Der König wollte hier auf Reisen übernachten, hat es aber nie getan. | Haus Friedrichs II. |
| 09191147          | Mühlentor 21 (Lage)               | Wohnhaus (Villa Prigge) mit Nebengebäude | | Wohnhaus (Villa Prigge) mit Nebengebäude                                                                                                   |
| 09190955          | Otto-Altenkirch-Straße 12a (Lage) | Feuerwache | | Feuerwache |
| 09190558          | Paplitzer Chaussee 4 (Lage)       | Neubauernhaus | | Neubauernhaus |
| 09190559          | Petritor 38 (Lage)                | Logenhaus | | Logenhaus |
| 09190923          | Schulstraße 11 (Lage)             | Schule (jetzt Thomas-Müntzer-Gesamtschule) | Der Klinkerbau wurde 1906 erbaut. Hier befindet sich heute eine Schule, sie wurde nach Thomas-Müntzer benannt. | Schule (jetzt Thomas-Müntzer-Gesamtschule)                                                                                                 |
| 09190922          | Schulstraße 12 (Lage)             | Amtsgericht (jetzt Thomas-Müntzer-Grundschule) | Das Gebäude wurde 1913 erbaut bzw. 1915 fertiggestellt. | Amtsgericht (jetzt Thomas-Müntzer-Grundschule)                                                                                             |